# 圣尼古拉教堂 (哈尔滨)

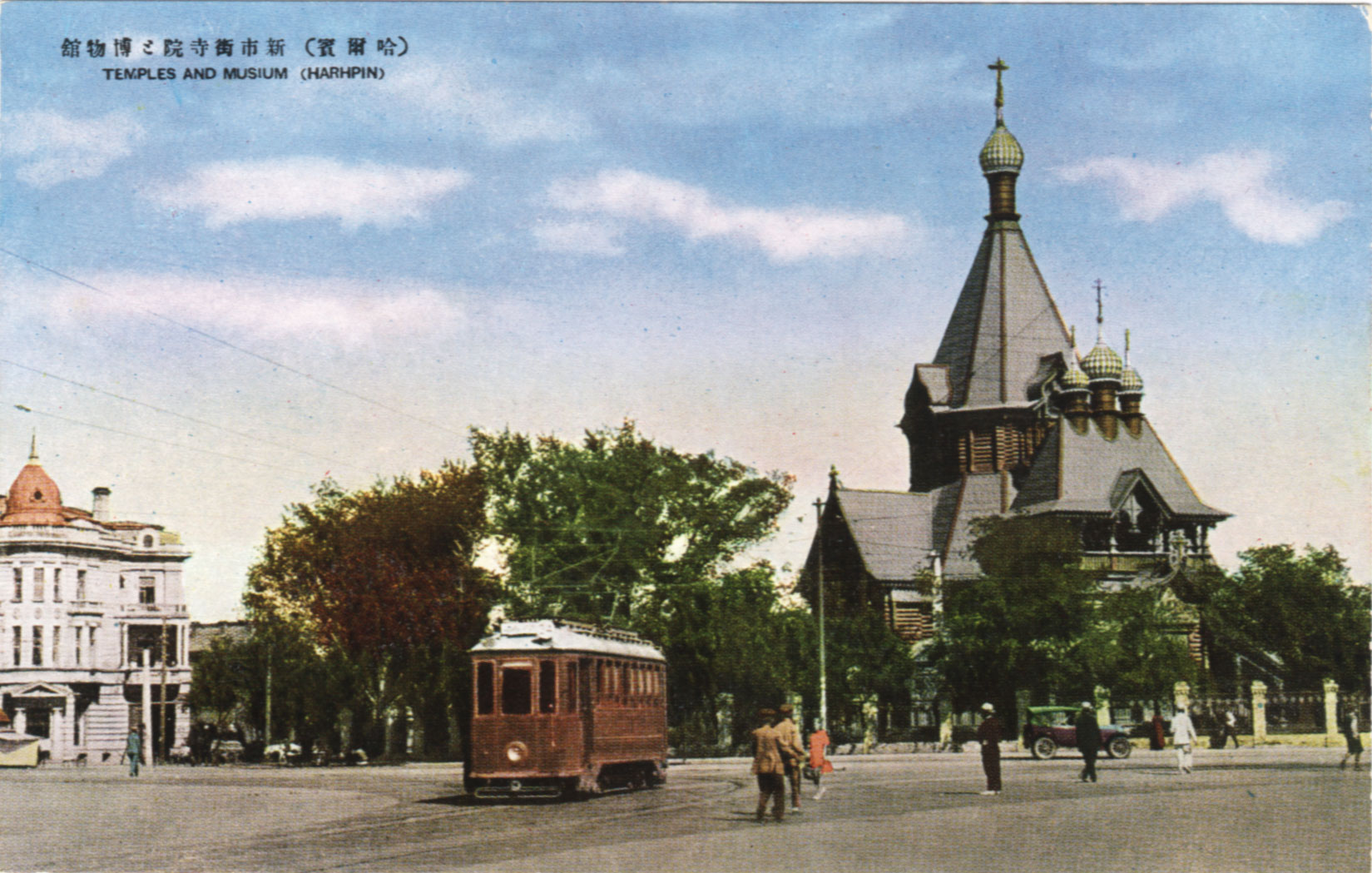
1940年旧照

哈尔滨圣·尼古拉教堂，亦称“中央寺院”，俗称“喇嘛台”，原址位于哈尔滨市秦家岗中心广场，即现在的中国黑龙江省哈尔滨市南岗区红博广场。教堂建于清朝末年1900年，文化大革命初期1966年8月被毁。

## 教堂的建立
1899年，俄罗斯帝国在哈尔滨秦家岗建立中东铁路局的管理机构，并决定修建一座俄罗斯东正教堂。修建教堂的决定得到了皇帝尼古拉二世的支持，并在圣彼得堡发布了哈尔滨东正教堂设计竞赛的通知，最终选定了俄国教会著名建筑师鲍达雷夫斯基的设计方案，教堂的名称以圣尼古拉的名字命名。
1899年10月13日是俄国圣母节，圣·尼古拉教堂在这一天举行了奠基仪式，但教堂在第二年春天的3月才正式开工建设。教堂建设工程由著名工程师雷特维夫主持。著名画家古尔希奇文克则完成了圣母像及教堂内部的大量壁画。教堂内部的圣物、圣像及大钟都是从莫斯科运来的，耗资巨大。也正由于俄国人对教堂的重视，虽然教堂也因义和团围攻哈尔滨而一度被迫停工，但教堂还是在1900年12月顺利完工，耗时仅一年。
圣·尼古拉教堂建成后，俄國中东铁路护路队随行的东正教神父亚力山大·茹拉夫斯基 (Журавский Александр Петрович) 以主祭司身份来到教堂，主持教堂和哈尔滨的东正教事务。

## 建筑风格
圣·尼古拉教堂全部采用木构架井干式构成。教堂内部围成巨大的穹顶空间，外部则运用俄罗斯民间木结构帐篷顶的传统形式。由于教堂处于广场中央，为使来自不同方向的人群都能得到良好的视觉效果，因而建筑采用了近似于希腊十字的八角形布局。教堂东面明显凸出而为圣坛，西面为主入口，南北两侧均略凸作为次入口。一个洋葱头形穹顶矗立在八角形帐篷顶端，中间与变细加长了的鼓座相联结。

## 毁坏
中华人民共和国成立后，由于与苏联关系密切，仍然有大量俄罗斯侨民居住在哈尔滨。圣·尼古拉教堂成为这些俄罗斯侨民举行宗教活动的重要场所。大直街被哈尔滨市民称为“龙脊”，而坐落在大直街中心位置的圣·尼古拉教堂也自然影响着哈尔滨市民的日常生活。
但在20世纪60年代，中苏关系破裂，大量俄罗斯侨民回国，东正教也在哈尔滨日益衰落。1966年文化大革命爆发，西式风格、沙皇背景的圣·尼古拉教堂自然成为“破四旧”的众矢之的。1966年8月23日，红卫兵开始拆除圣·尼古拉教堂，但因教堂结构的牢固，红卫兵不得不动用各种工具以及消防车、卷扬机，直到8月24日早晨才将教堂彻底拆毁。教堂内的文物也多被毁坏或散失。
1967年，哈尔滨新城圣尼古拉教堂最后一任 (第七任) 掌院亚尼基塔•王玉林神父 (中国籍；Archpriest Anikita Wang Yulin) 被杀害。王玉林神父是当时受中国政府承认之中华东正教哈尔滨教会主席，1950年由维克托尔大主教 (魏克托尔Виктор (Святин))在祝圣的東正教大司祭。斗争会上，王玉林神父头上被戴上铁桶，红卫兵们用铁棍猛击王玉林，后王玉林神父伤重不治。
教堂的大钟被拆下后运往五大连池市凤凰山农场，直到2002年，大钟才被运回哈尔滨，现存于东北烈士纪念馆。

## 复建及争议

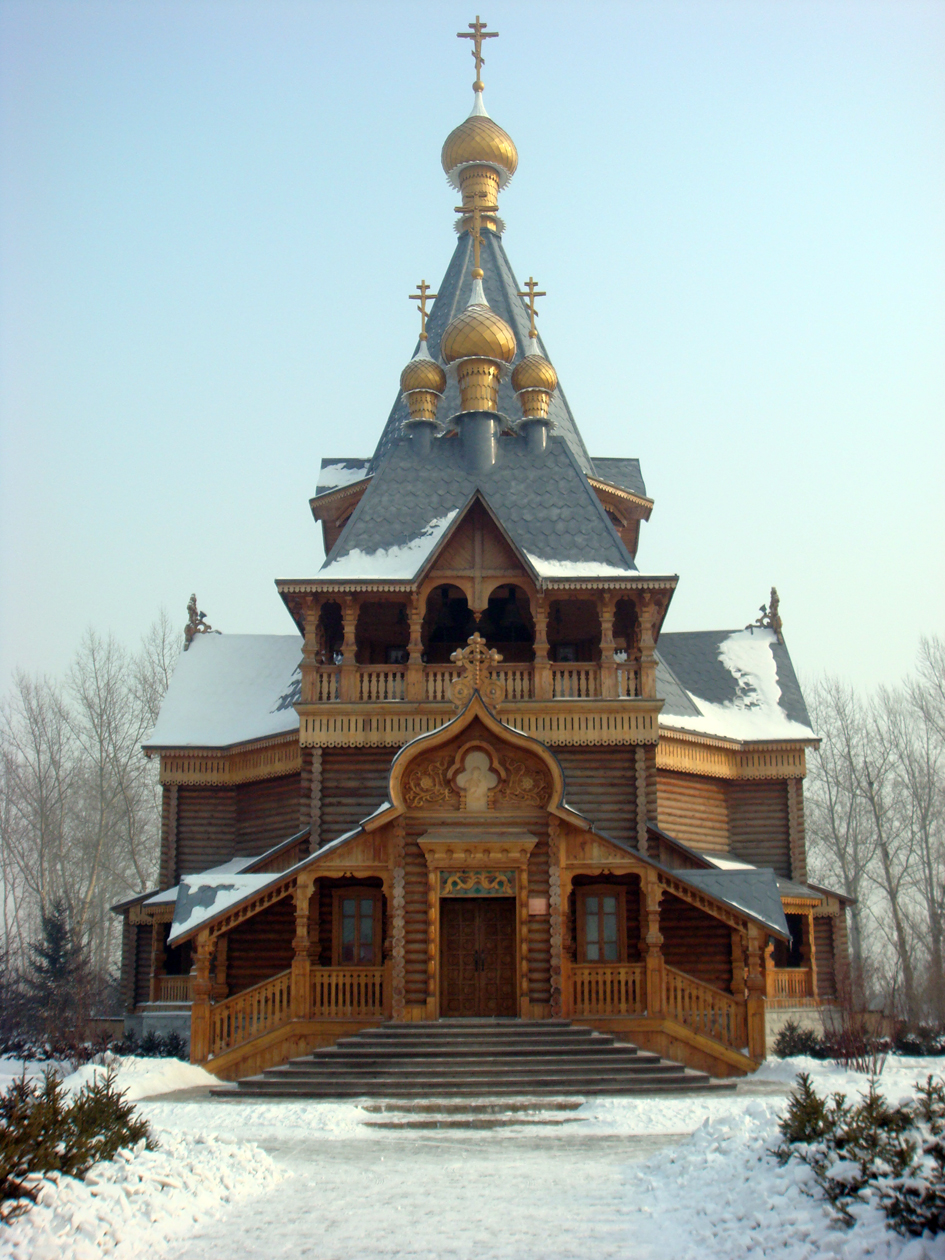
在伏尔加庄园复建的圣尼古拉教堂

1996年之后，随着中央大街被确立为商业步行街，圣·索菲亚教堂广场完成改造，哈尔滨市旅游业发展迅速。同时，哈尔滨市市民及有关部门对历史建筑、文化遗产的保护意识进一步提高。于是，关于复建圣·尼古拉教堂的提议也通过各种方式在各种场合被提出。

### 支持
支持复建教堂的人普遍认为，艺术无国界，圣·尼古拉是哈尔滨建筑艺术的典范。与圣·索菲亚教堂、中央大街的欧式建筑一样，它展现给哈尔滨市民的是美感，复建教堂是一种对美的追求。同时教堂的建筑风格与哈尔滨这座城市的建筑特色协调一致。
从另一种角度来说，教堂原址在哈尔滨火车站的正对面，重建之后教堂将成为哈尔滨的标志性建筑，也将成为哈尔滨市旅游的新亮点。复建教堂不仅仅可以提高旅游业的效益，而且可以提升哈尔滨的城市形象及城市竞争力。
另外，复建教堂并不代表给侵略者歌功颂德，而是记录哈尔滨这个城市的历史积淀，一是殖民历史，二是文化大革命的历史，同时也向后人展示这座城市辉煌的建筑成就。
除原址复建教堂之外，也有人认为可以另选新址复建教堂。由于时代的变迁，考虑到当今红博广场的具体情况，完全复原并不现实，但可以在城市的其他地方复建教堂。
与此类似，哈尔滨市市民胡泓提出了另外一种想法：在教堂原址复建教堂的五个“洋葱头”。胡泓认为，考虑到今天红博广场周围建筑的特点，完全恢复从前的教堂，与周围周边环境并不协调，但可以用现代建筑材料，将教堂标志性的五个“洋葱头”复建。复建后可以辟为博物馆。

### 反对
黑龙江省知名史学家、黑龙江大学历史文化旅游学院院长段光达教授认为，复建一座教堂，沉湎于过去，不但不伦不类，而且会贻笑大方。持相同观点的人普遍认为，哈尔滨的西洋文化本质上是一种殖民文化，依赖于特定的历史时期，不是一个中国城市应该延续的文化。保护现有的欧式建筑，是对这种文化本身的一种尊重，同时也是让后人牢记耻辱历史。而复建一座殖民建筑，则是把耻辱当成荣耀，本末倒置。
另外，圣·尼古拉教堂艺术价值非凡，是哈尔滨建筑史上经典之作，从技术层面上看，现代人还难以有这种技能可以复原教堂。复建的作品，很可能会被认为是不伦不类的赝品。
东正教在哈尔滨已经没落，无需再增加一座教堂来举行宗教活动或办理宗教事务。如果复建的教堂不为宗教事务所用，而是辟为博物馆或另为他用，显然失去了复建教堂的意义。

### 复建工程
2006年7月，圣·尼古拉教堂复建工程在哈尔滨市香坊区阿什河畔开工，主持人為黄祖祥，他由莫斯科取得圣·尼古拉教堂的設計圖，並聘請俄羅斯籍的工程師。复建后的教堂用作为尼古拉艺术馆，成为“伏尔加庄园”度假村的标志性建筑。尼古拉艺术馆以圣·尼古拉教堂为原形，按1比1的比例完全还原，除教堂建築外，還包括銅鐘與東正教聖像壁與聖壇。伏尔加庄园于2009年底对游客开放。